# Catalina de Saboya
Catalina de Saboya fue una princesa saboyana y por su matrimonio con Leopoldo I, duque de Austria y Estiria, fue miembro de la Casa de Habsburgo.

## Biografía
Era la segunda de las cuatro hijas del conde Amadeo V de Saboya y su segunda esposa, María de Brabante. Tuvo ocho medios hermanos de la unión anterior de su padre con Sibila de Bâgé. En 1310 comenzaron las negociaciones sobre el matrimonio de Catalina con el duque Leopoldo I de Austria  para una alianza tanto con los Habsburgo como con la Casa de Luxemburgo, firmándose el contrato matrimonial el 20 de abril en Zúrich. Está unión junto con la de sus hermanas formaban parte de la política matrimonial de su padre para asegurar que el condado de Saboya tuviera apoyo para mantener y expandir sus feudos.
La boda se realizó en Basilea el 26 de mayo de 1315. Tuvieron dos hijas:
- Catalina (1320-1349), casada en 1338 con el señor Enguerrando VI de Coucy[2], tuvieron un hijo, se volvió a casar en 1348 con el burgrave Conrado de Magdeburgo, sin descendencia.
- Inés (1322-1392), casada en 1338 con el duque Bolko II de Świdnica-Jawor[3], con descendencia.

Catalina fue políticamente activa e intervino en la lucha de los Habsburgo para recuperar el trono del Sacro Imperio Romano Germánico tras la muerte de su suegro en 1308, y mantuvo correspondencia con el Papa Juan XXII.
Viuda en 1326, falleció diez años después. Su cuerpo fue enterrado inicialmente en la cripta de la iglesia del monasterio de Königsfelden, sin embargo en 1770 junto con otros miembros de los Habsburgo fueron trasladados a la cripta de la Catedral de San Blas en St. Blasien, en 1806 fueron llevados al monasterio de Spital am Pyhrn y finalmente en 1809 fue depositados definitivamente en la Abadía de San Pablo, en Lavantal, Distrito de Wolfsberg, Carintia.